# Frederik d. VIII besøger Randers
Frederik d. VIII besøger Randers er en dansk dokumentarisk optagelse fra 1908, hvor kong Frederik 8. og dronning Louise besøger Randers.

## Handling
Kong Frederik VIII og dronning Louise sejler ind gennem Randers fjord ledsaget af bl.a. udflugtsdamperen Falken og små flagsmykkede både og lystfartøjer. På kajen i Randers modtages de kongelige af byens honoratiores og byens dragoner. Kongen og dronningen hilser på fremmødte borgere og kører efterfølgende gennem byen i karet, hvor de hyldes af de mange randrusianere. En æresport er rejst i anledning af besøget.

## Medvirkende
- Kong Frederik VIII
- Dronning Louise